# オンダ (商社)
株式会社オンダは、日本の玩具花火・おもちゃ・スポーツ商品を扱う問屋・メーカー機能を備えた総合商社。

## 概要
オンダは1930年（昭和5年）に恩田倫二によって恩田商店として創業、その後、玩具煙火卸売・貿易事業へと業務を拡大し、出島配送センターや君津センターなど配送センターを構え、国内外の玩具・花火の製造、及び出荷販売を行っている。輸入部門の強化に伴い、各種スポーツ用品やINTEX製品の取扱も幅広く行っている。
国内の玩具花火のシェアでは大手であり、自社オリジナルキャラクターを用いたデザインの花火などが数多くある。昨今の環境問題に配慮した煙の少ない花火など、新たな製品の開発に力を入れるとともに、輸入製品販売の販路拡大のため積極的にテレビメディアへの宣伝を行っている。

## 主要事業所
- 総合センター

〒110-0012 東京都台東区竜泉2-18-5
- 竜泉第二ビル

〒110-0012 東京都台東区竜泉1-34-9
- 大阪営業所

〒537-0002 大阪市東成区深江南2-12-25

## 倉庫および作業所
- 出島花火配送センター

〒300-0123 茨城県かすみがうら市上軽部32
- 出島玩具配送センター

〒300-0123 茨城県かすみがうら市上軽部32
- 君津センター

〒292-0412 千葉県君津市小櫃台72-1
- 土浦倉庫

〒300-0811 茨城県土浦市高津1700
- 大串倉庫

〒304-0023 茨城県下妻市大串592
- 高道祖倉庫

〒304-0031 茨城県下妻市高道祖4210-8

## その他
- 2017年（平成29年）12月23日公開の映画「勝手にふるえてろ」（松岡茉優主演）で、主人公の勤務先の会社の撮影場所（事務室及び屋上）となった。